# Straßenfächer

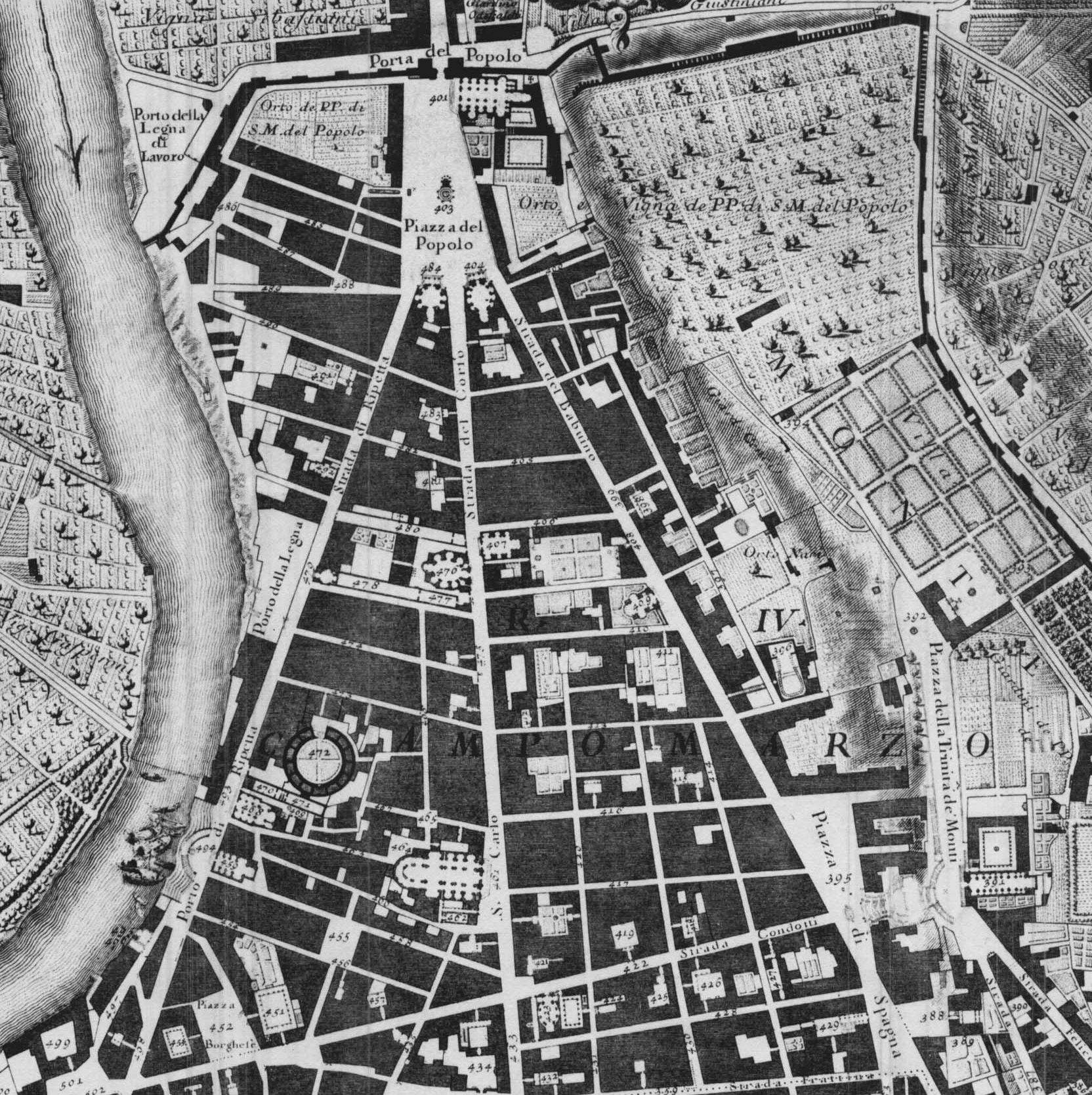
Dreistrahliger Straßenfächer der Piazza del Popolo in der Karte des nördlichen Roms von Giambattista Nolli, 1748

Als Straßenfächer werden geradlinig von einem zentralen Punkt ausgehende bzw. zu diesem hinführende Straßen oder Wege bezeichnet.

## Geschichte
Straßenfächer entstanden vor allem in Städtebau, Architektur und Gartenkunst des Barock und des Absolutismus, deren Planung die künstlerische Verklammerung von Bauwerk, Straße, Platz, Stadt und Landschaft als Ausdruck umfassender Beherrschung anstrebte. Dabei wurden Straßen und Wege so angelegt, dass sie aus mehreren Richtungen axial (gradlinig) auf einen Point de vue (franz. „Blickpunkt“) zulaufen. Am Point de vue dieser Sichtachsen wurden z. B. Bauwerke und Denkmäler errichtet. Die Straßenfächer dienten außer als Sichtachsen auch dazu, Fahrzeuge und Fußgänger zu einem Point de vue zu lenken.
Bestehen Straßenfächer aus lediglich drei Achsen, wird auch von einem (Straßen-)Dreistrahl oder einer Patte d’oie (französisch: Gänsefuß) gesprochen.

### Beispiele

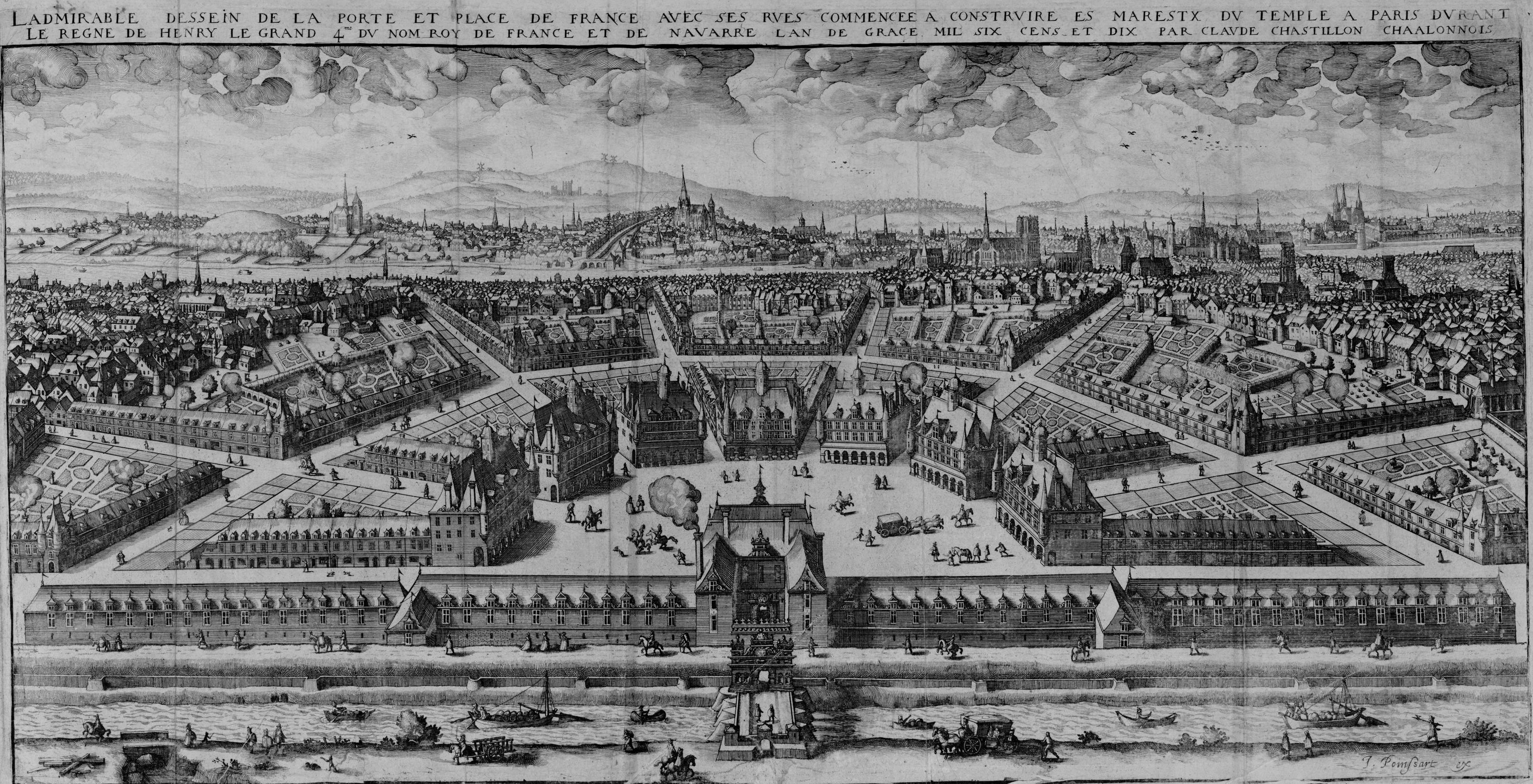
Projekt der Place de France in Paris, 1610

Plan de Versailles, 1746, rechts der Dreistrahl an der Place d’Armes

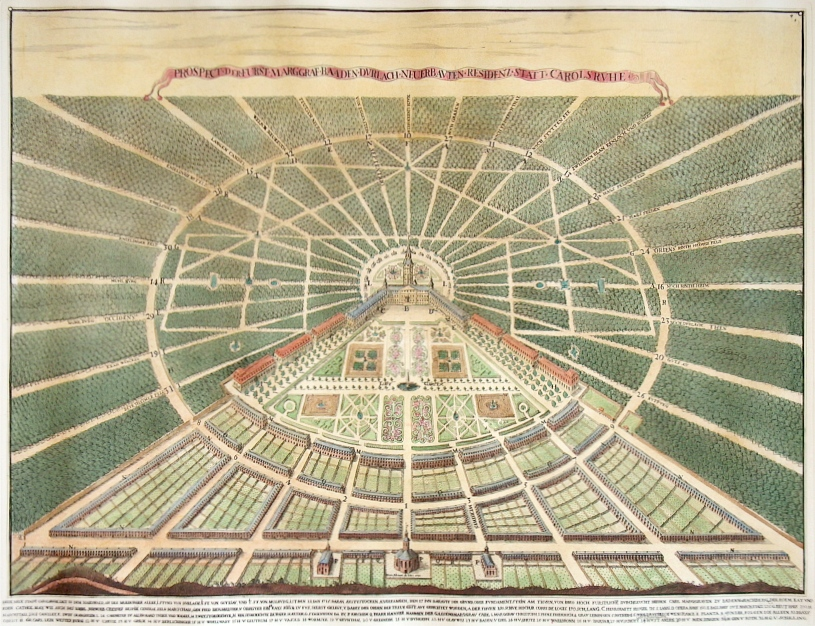
Idealisierte Karlsruher Stadtansicht von Heinrich Schwarz, 1721

Ein frühes Beispiel für einen Straßenfächer bildet die städtebauliche Konfiguration von Via del Corso, Via del Babuino und Via di Ripetta in Rom, die axial auf die Piazza del Popolo und den 1589 dort aufgestellten Obelisco Flaminio zulaufen. Diese Anlage geht auf die Baupolitik von Sixtus V. zurück, der die Pilgerströme Roms durch raumgreifende Straßenachsen auf wichtige Knotenpunkte und Pilgerstätten der Stadt lenken wollte.
Einen Straßenfächer als Anlage der Verkehrslenkung stellt das nicht realisierte Projekt Place de France in Paris von Jacques Aleaume (1562–1627) und Claude Chastillon aus dem Jahr 1610 dar. In Gestalt eines achtstrahligen Fächers sollten die Verkehre auf ein Stadttor in den Pariser Stadtmauern gelenkt werden.
Ein einflussreiches Beispiel für einen Straßenfächer ist der Dreistrahl der Place d’Armes (Avenue de Saint-Cloud, Avenue de Paris und Avenue de Sceaux) auf der Stadtseite des Schlosses Versailles, dessen Blickpunkt das Schloss ist.
Die Stadt Karlsruhe, die 1715 von Karl III. Wilhelm von Baden-Durlach als Ideal- und Planstadt errichtet wurde, besteht in ihrem historischen Kern aus einem Jagdstern, dessen südlicher Abschnitt zu einem neunstrahligen Straßenfächer ausgebaut ist. Im Zentrum der Anlage liegt der Turm des Schlosses Karlsruhe. Der fächerförmige Grundriss brachte Karlsruhe den Beinamen „Fächerstadt“ ein.
Nach dem städtebaulichen Vorbild der Piazza del Popolo ließ Friedrich I., König in Preußen, in seiner Hauptstadt Berlin 1734 den heutigen Mehringplatz an der Berliner Zoll- und Akzisemauer anlegen. Von diesem ursprünglich Rondell genannten Platz am Halleschen Tor führte ein Dreistrahl aus Lindenstraße, Friedrichstraße und Wilhelmstraße die Verkehre in das Gebiet der Berliner Friedrichstadt.
Der Franzose Pierre L’Enfant erhielt von George Washington den Auftrag, einen Grundriss für die „Federal City“ Washington, D.C. zu entwerfen. L’Enfants 1792 veröffentlichter Plan of the City of Washington enthielt auf einem rechtwinkligen Straßenraster eine Vielzahl von großen, diagonal zum Raster verlaufenden Avenuen, die stern- bzw. fächerförmig auf wichtige Gebäude wie das Weiße Haus und das Kapitol ausgerichtet sind. Als Vorbilder werden Versailles oder Williamsburg, Virginia genannt, im Hintergrund standen jedoch Bestrebungen, eine eigenständige amerikanische Architektur zu entwickeln. Zu den Stadtplänen, die L’Enfant zur Verfügung standen, zählte auch einer der Stadt Karlsruhe, den Thomas Jefferson nach einem dortigen Besuch im Jahr 1788 mitgebracht hatte.